# Wahlern
Wahlern foi uma comuna da Suíça, no Cantão Berna, com cerca de 6.282 habitantes. Estendia-se por uma área de 40,6 km², de densidade populacional de 155 hab/km². Confina com as seguintes comunas: Albligen, Alterswil (FR), Guggisberg, Heitenried (FR), Köniz, Oberbalm, Rüeggisberg, Rüschegg, Sankt Antoni (FR), Ueberstorf (FR).
A língua oficial nesta comuna era o Alemão.

## História
Em 1 de janeiro de 2011, passou a formar parte da nova comuna de Schwarzenburg.